# ماریوس توسن
ماریوس توسن (دانمارکی: Marius Thuesen; ۲۳ ژانویهٔ ۱۸۷۸ – ۱۲ ژوئیهٔ ۱۹۴۱) ژیمناست هنری اهل دانمارک بود.